# Sandokan alla riscossa
Sandokan alla riscossa è un romanzo d'avventura del 1907 di Emilio Salgari. Si tratta del settimo volume del cosiddetto ciclo indo-malese del romanziere di Verona, nonché il penultimo della saga ad esser ambientato in Borneo. Il volume è spartiacque tra il primo e il secondo ciclo di Sandokan, il pirata malese che combatte contro l'Impero britannico; il romanzo forma un trittico con i precedenti Il Re del Mare e Alla conquista di un impero, tipicamente individuato come "Secondo ciclo della Jungla".

## Trama
A distanza di trent'anni dall'inizio della saga, dopo aver battuto tutti i suoi principali nemici, Sandokan è ora pronto a vendicare il più grave dei torti subiti: l'eccidio della sua famiglia ad opera degli invasori europei. I fatti risalgono a quando un ventenne Sandokan, principe di Kini Balù, aveva visto cadere dinanzi ai suoi occhi tutta la sua famiglia, sterminata dagli usurpatori inglesi, ai quali avrebbe da allora giurato odio eterno.
L'eroe, assieme ai suoi prodi e spalleggiato dalle truppe dell'Assam, ritorna nella giungla del Borneo, pronto ad affrontarne tutti i pericoli (dalle cariche di rinoceronti ai terribili agguati dei dayaki, i tagliatori di teste). Tuttavia, sulla sua strada, c'è un avversario inatteso: l'avventuriero greco Teotokris, consigliere del rajah dell'Assam Sindhia, dato per morto in Alla conquista di un impero e risolutissimo a vendicarsi dei tigrotti, in particolare di Yanez de Gomera.

## Critica e seguito del Ciclo
Il romanzo e il suo svolgimento s'inseriscono nel ciclo in una posizione piuttosto particolare: Sandokan, al momento di approcciarsi alla riconquista del regno, è ormai cinquantenne e da tempo costretto all'esilio forzato da Mompracem. Risulta, perciò, plausibile che Emilio Salgari non si fosse inizialmente posto il problema di far tornare Sandokan sui suoi passi, per provare a fargli riconquistare il regno perduto e vendicare, così, la sua famiglia. A più riprese nel romanzo, il pirata sembra ostentare addirittura un generale senso di insofferenza e insoddisfazione verso l'impresa che sta compiendo, proprio perché, in realtà, più di ogni cosa, vorrebbe riconquistare Mompracem. Questo sentimento è condiviso sommessamente anche da Yanez, che lo esplicita nelle ultime righe del romanzo, aprendo la strada al successivo episodio della saga. 
A riprova dell'estemporaneità di scrittura e concezione del ciclo indo-malese, c'è un secondo aspetto: durante i precedenti romanzi del "primo ciclo", la pur importante figura del padre di Sandokan, Kaigadan, non viene pressoché mai menzionata. A ciò, lo scrittore rimedia parzialmente in questo contesto, arricchendo il romanzo con dettagli importanti e drammatici sul personaggio. 
Il romanzo, però, si esaurisce in una sorta di avventuroso viaggio di Sandokan attraverso gli insidiosi e primordiali territori che furono della sua famiglia; lo stesso scontro finale con il Rajah bianco del lago, usurpatore del trono di Sandokan, si riduce ad una sola battuta. Più che la riconquista di un territorio e la sconfitta del nemico, perciò, in Sandokan alla riscossa si porta a compimento la piena maturazione dei personaggi, che escono da quest'impresa pienamente coscienti di chi sono e cosa davvero vogliono. Dopo aver sconfitto tanti nemici negli anni giovanili e conquistato entrambi un trono da rajah, Sandokan e Yanez sono ora mentalmente pronti a lanciarsi in un'ultima, immancabile avventura: riconquistare il loro covo di Mompracem, da dove l'intero ciclo ha preso il via.

## Adattamenti
- Da questo libro è stato tratto nel 1964 il film Sandokan alla riscossa.
- Benché porti lo stesso titolo, il romanzo in questione ha poco a che vedere con il film del 1977 La tigre è ancora viva: Sandokan alla riscossa!, decisamente ispirato a La riconquista di Mompracem e, in certi aspetti, a I pirati della Malesia. Gli unici due aspetti che legano le due opere omonime sono il personaggio di Teotokris e, molto lontanamente, l'adesione delle popolazioni locali alla lotta che Sandokan conduce contro gli usurpatori.